# Clive Everton
Clive Everton (Worcester, 7 de septiembre de 1937 - 27 de septiembre de 2024) fue un jugador de snooker y billar; y periodista, escritor y comentarista inglés especializado en modalidades de billar.

## Biografía
Nació en la ciudad inglesa de Worcester en 1937, aunque a lo largo de su carrera como jugador de snooker y billar inglés se desempeñó como galés. No pasó de los cuartos de final en ningún torneo de snooker, mientras que en billar inglés sí llegó a algunas finales, como la del Abierto de Canadá de 1980, que le ganó a Steve Davis. Fundador de la revista especializada Snooker Scene en 1971, comentó partidos durante décadas para la BBC.

## Obra
Entre los libros que ha escrito, se encuentran los siguientes:
- Park Drive Official Snooker And Billiards Year book (1972), con John Silverton;
- The Book of Jonah (1972), con Jonah Barrington;
- The Ladbroke Snooker International Handbook (1974);
- Championship Snooker (1981), con Terry Griffiths;
- Guinness Book of Snooker (1982);
- Snooker Year: First Edition (1984);
- Better Billiards and Snooker (1985);
- Snooker: the Records (1985);
- Snooker Year: Second Edition (1985);
- History of Snooker and Billiards (1986);
- Snooker Year: Third Edition (1986);
- Playing for Keeps (1987);
- Improve Your Snooker (1987);
- Play Snooker (1990), con Dennis Taylor;
- Snooker & Billiards: Technique · Tactics · Training (1991);
- Snooker (Teach Yourself) (1993), con John Spencer;
- The Book of Snooker and Billiard Quotations (1983), con Eugene Weber;
- The Embassy Book of World Snooker (1983);
- Black Farce and Cue Ball Wizards: The Inside Story of the Snooker World (2007);
- A History of Billiards: The English Three-ball Game (2012);
- Snooker & billiards (2014); y
- Simply the Best: A Biography of Ronnie O'Sullivan (2018).